# Mecha lenta

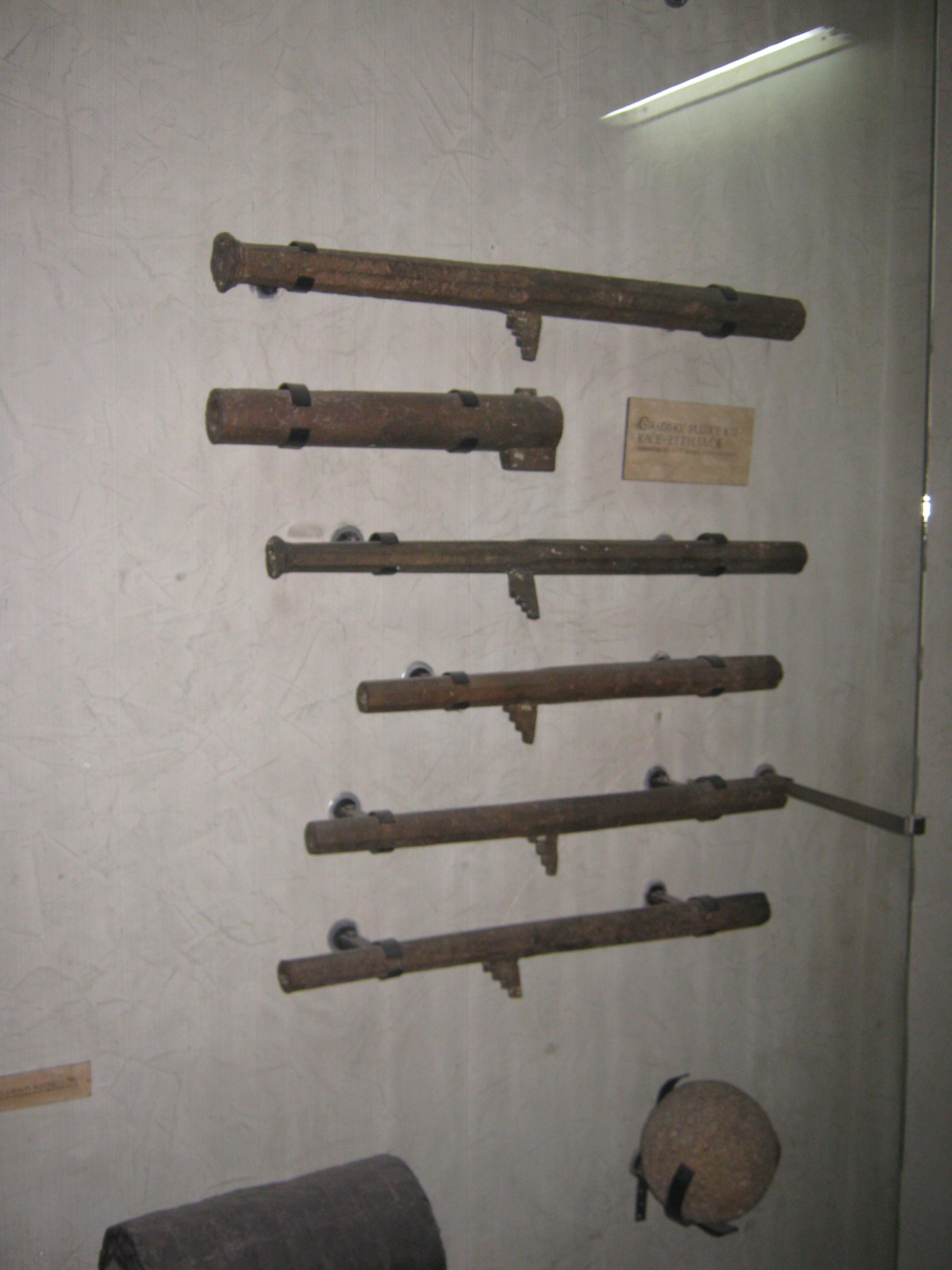
Cañones de mosquetes "Fitiljača", utilizados por el ejército serbio en el.

La mecha lenta, también llamada cuerda mecha o cuerda de cerilla, es la cuerda que se quema lentamente o la espoleta de hilo utilizada por los primeros mosqueteros, artilleros y soldados para encender los arcabuces, mosquetes, cañones, proyectiles y petardos. Las mechas lentas eran más adecuadas para emplearse en armas de pólvora negra, porque una mecha lenta se podía manejar con brusquedad sin apagarse, y solo presentaba una pequeña punta incandescente en vez de una gran llama que pudiera encender por accidente la pólvora cercana. La mecha lenta de varios tipos fue uno de los primeros tipos de espoleta de artillería utilizados.
Las mechas lentas también se utilizaron en la perforación y voladura de rocas para encender cargas de pólvora.

## Diseño y uso
La mecha lenta unida a la serpentina de la llave de mecha usualmente era un tramo de cuerda de cáñamo o de lino que había sido tratado químicamente para que ardiera lenta y constantemente durante un período prolongado. En Japón, sin embargo, la mecha lenta se hacía trenzando hebras de corteza del ciprés japonés. La velocidad de combustión era de aproximadamente 30,5 cm por hora. El ejército británico estimó que un solo soldado en servicio de guardia, durante un año, podría usar una milla de mecha lenta. En su uso práctico en un arma con llave de mecha, a menudo se encendían  ambos extremos de la mecha lenta, ya que el fogonazo de la pólvora de la cazoleta a menudo podría extinguir un extremo de la mecha lenta, y el otro extremo podría usarse para volver a encender el extremo de disparo de la mecha al recargar el mosquete de mecha. Para evitar arrastrar la mecha lenta sobre el suelo húmedo, a menudo se transportaba y se usaba un botafuego, que era un soporte de madera bifurcado insertado en el suelo y se usaba para sostener el extremo de la mecha lenta más alejado del arma.
Existen muchas fórmulas para la mecha lenta, que proporcionan tasas de combustión variables. El producto químico predominante utilizado era el nitrato de potasio, aunque el nitrato de sodio y el acetato de plomo (II) también parecen haber sido utilizados. Sin embargo, el nitrato de potasio tenía una ventaja sobre el nitrato de sodio, al ser menos propenso a absorber humedad atmosférica.
La mecha lenta se usó a menudo desde el siglo XV hasta aproximadamente 1630, cuando empezó difundirse el uso de la llave de chispa (la llegada del snaphance después de 1540 solo tuvo un impacto limitado en el uso de la mecha lenta, porque era considerado el arma de un campesino). La mecha lenta permaneció en uso con un número limitado de armas de mecha en Europa hasta aproximadamente 1730, y en Japón hasta principios de 1900. Incluso una vez que se volvió obsoleta para el uso en armas ligeras, algunos usuarios de artillería (especialmente la Royal Navy) continuaron desplegándola como respaldo hasta el final de la era de la llave de chispa.
Historic England publicó un registro muy ilustrado del trabajo de conservación de un morral para mecha lenta hallado en el área de ente mareas de Medmerry, Sussex Occidental, que hoy está en la colección del Museo Nacional de la Royal Navy.

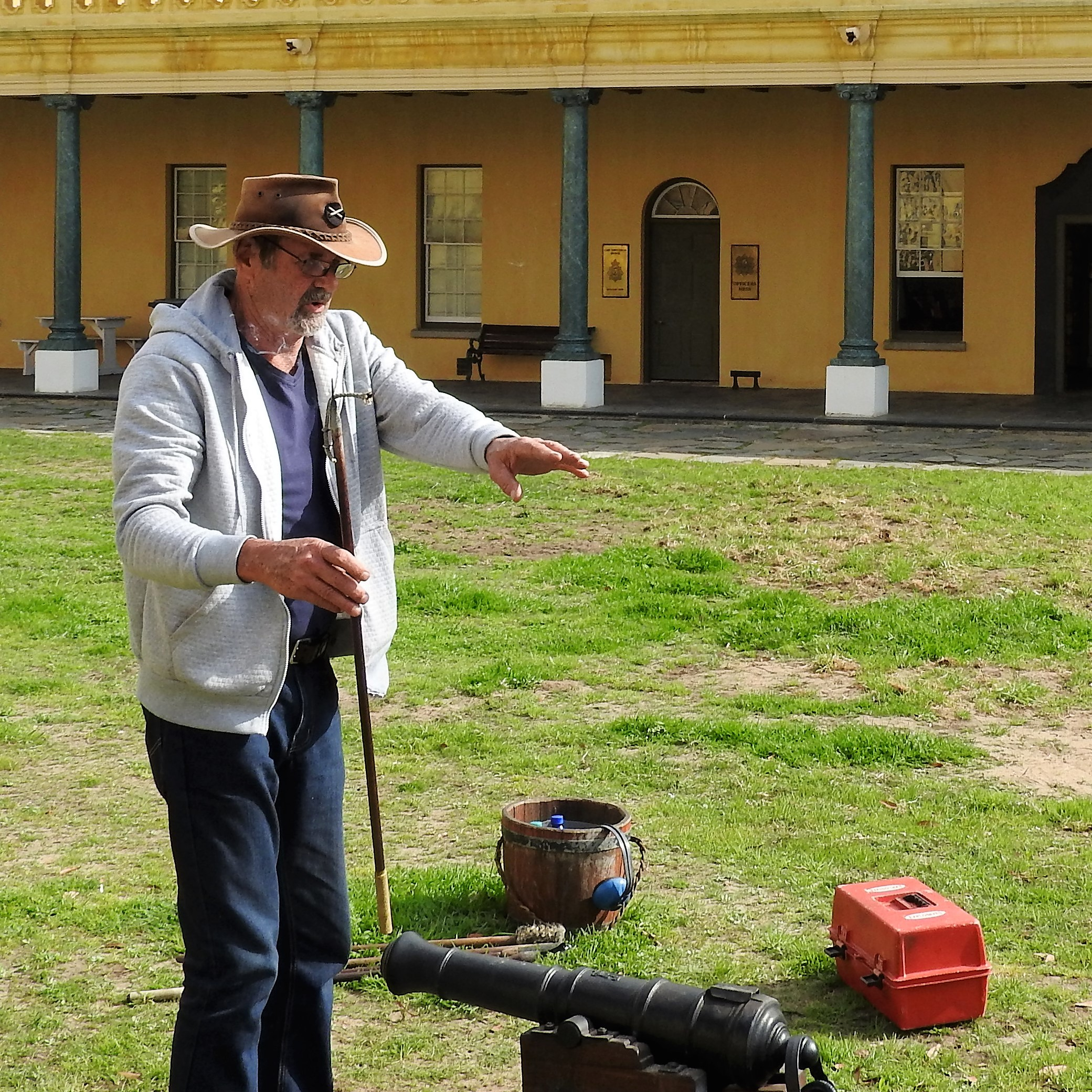
Demostrador de artillería con un trozo de mecha lenta ardiente.

## Uso moderno y reemplazos
La mecha lenta de hoy en día (utilizada en réplicas de armas de fuego con llave de mecha) a veces está hecha de cordón de algodón, en lugar de cáñamo, debido a las leyes asociadas con el cultivo de plantas de cáñamo.
Para una combustión más rápida y usos actuales, como encender fuegos artificiales, generalmente se usa mecha negra entubada (a veces denominada combinación rápida) o punk en lugar de la mecha lenta.